# Eltzhof

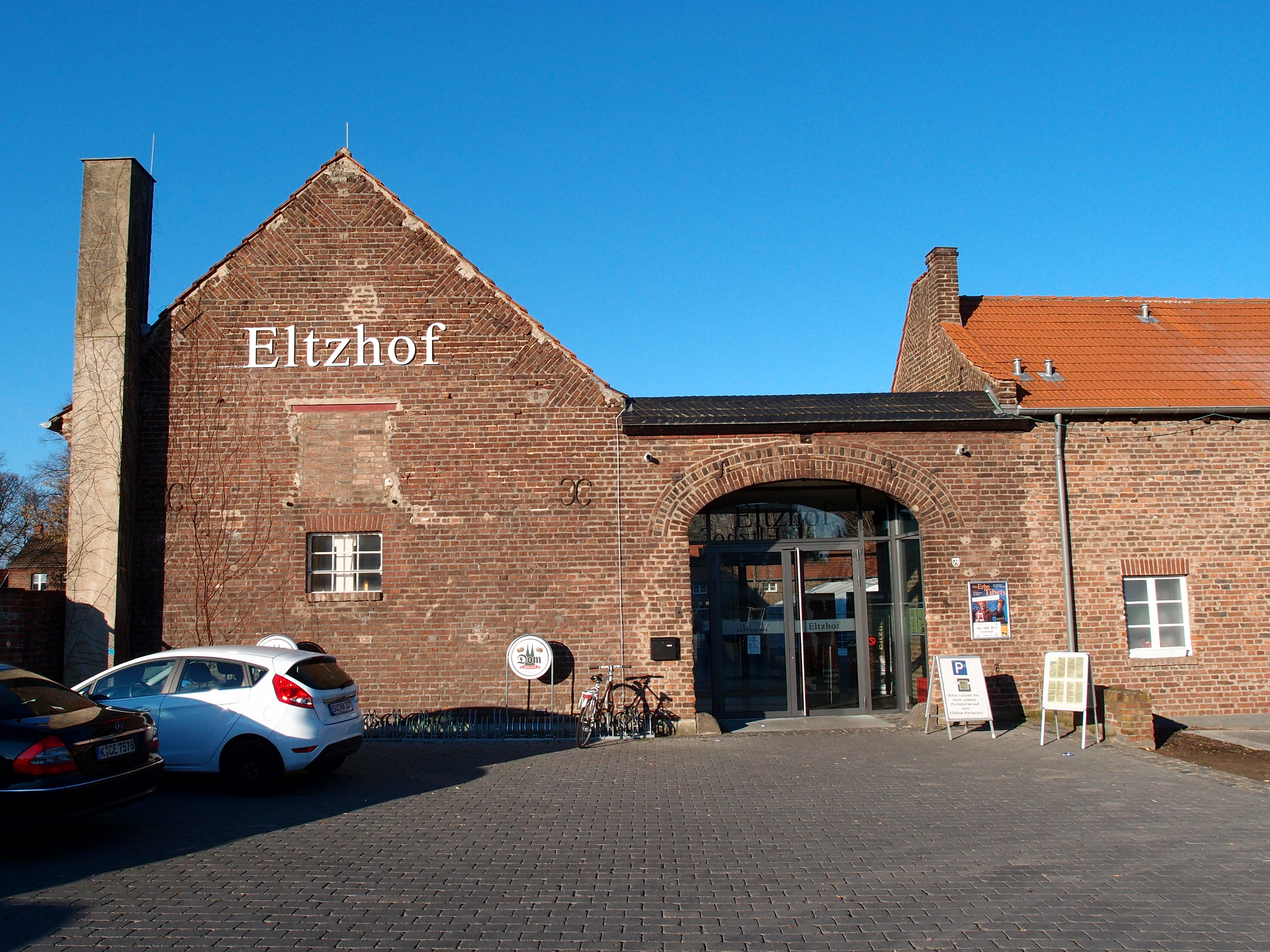
Verglastes Eingangsportal zum Eltzhof

Der Eltzhof ist eine historische Gutsanlage in Köln-Wahn, die ursprünglich unmittelbar zum landwirtschaftlichen Betrieb von Schloss Wahn gehörte und heute als sogenanntes KulturGut Eltzhof weitergenutzt wird.

## Historie

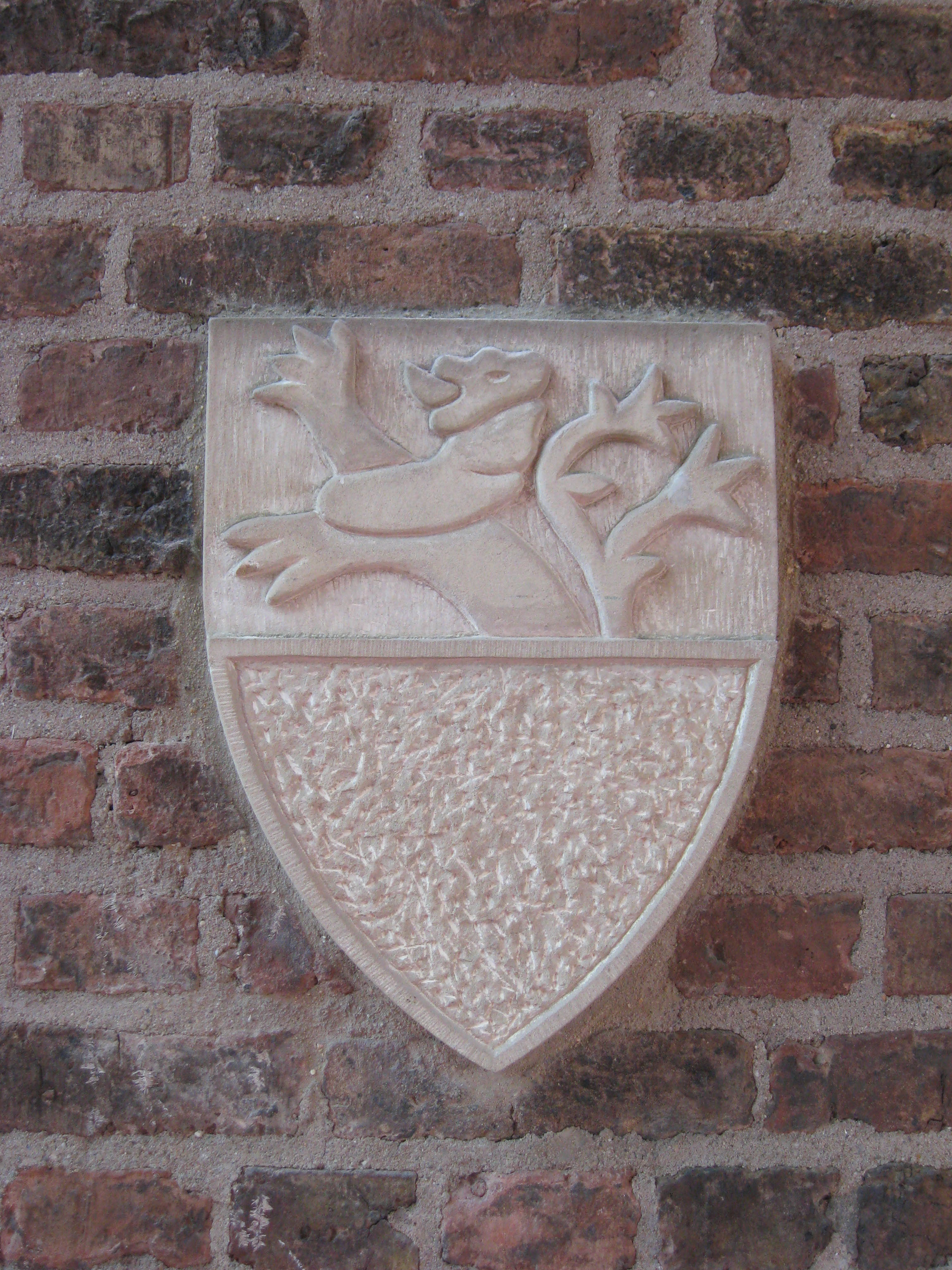
Das Wappenschild der Freiherren von Eltz-Rübenach im Foyer des Eltzhofes

Der heutige Eltzhof wurde unter seiner früheren Bezeichnung „Paulshof“ erstmals 1735 urkundlich aufgeführt. Der damalige Gutsherr Maximilian Damian Henrich Freiherr Schall von Bell übertrug zu dieser Zeit das Eigentum am Paulusguth auf die „ehr- und tugendreichen Luciae Marx undt derselben ehelichen Sohn Johann Halbach“. Die Adelsfamilie Heereman von Zuydtwyck folgte dann zum Ende des 18. Jahrhunderts als Eigentümer. Durch Einheirat gehörte der landwirtschaftliche Hof ab dem Jahre 1835 der Familie von Eltz und wird ab dieser Zeit „Eltzhof“ genannt. Das Gebäudeensemble ist deshalb von Anbeginn an dem Schloss Wahn zugehörig und wird nur durch eine Allee vom Schlossgarten getrennt.
Der Eltzhof wurde als allseitig geschlossenes Gebäudeensemble konzipiert, das sich um einen großen Innenhof gruppiert. Um 1830 wurde das zweigeschossige Wohnhaus des Gutsbetriebes erbaut. Die angrenzenden Arbeiterhäuser stammen aus dem Jahre 1855; Kuhstall und Scheune (1880), eine Schmiede (1850), der Schweinestall (1865) sowie eine Pferdestallung aus der Zeit um das Jahr 1910 komplettieren die historische Hofanlage. Die damalige Landwirtschaftskammer Köln nutzte diesen an sie verpachteten Eltzhof nach dem Ende des Zweiten Weltkriegs als Lehr- und Versuchsgut. Ab dieser Zeit wurden zahlreiche Versuchsreihen hinsichtlich der Saatgutvermehrung, der Bodenverbesserung und der Unkraut- sowie Schädlingsbekämpfung durchgeführt. Am Südflügel des Gutsensembles wurden in den Jahren 1989 und 1990 die Fassaden, Dächer und Fenster restauriert. 2004 wurde der Pachtvertrag, nach dem Verschmelzen der Landwirtschaftskammern Rheinland und Westfalen, aufgelöst.

## Heutige Nutzung

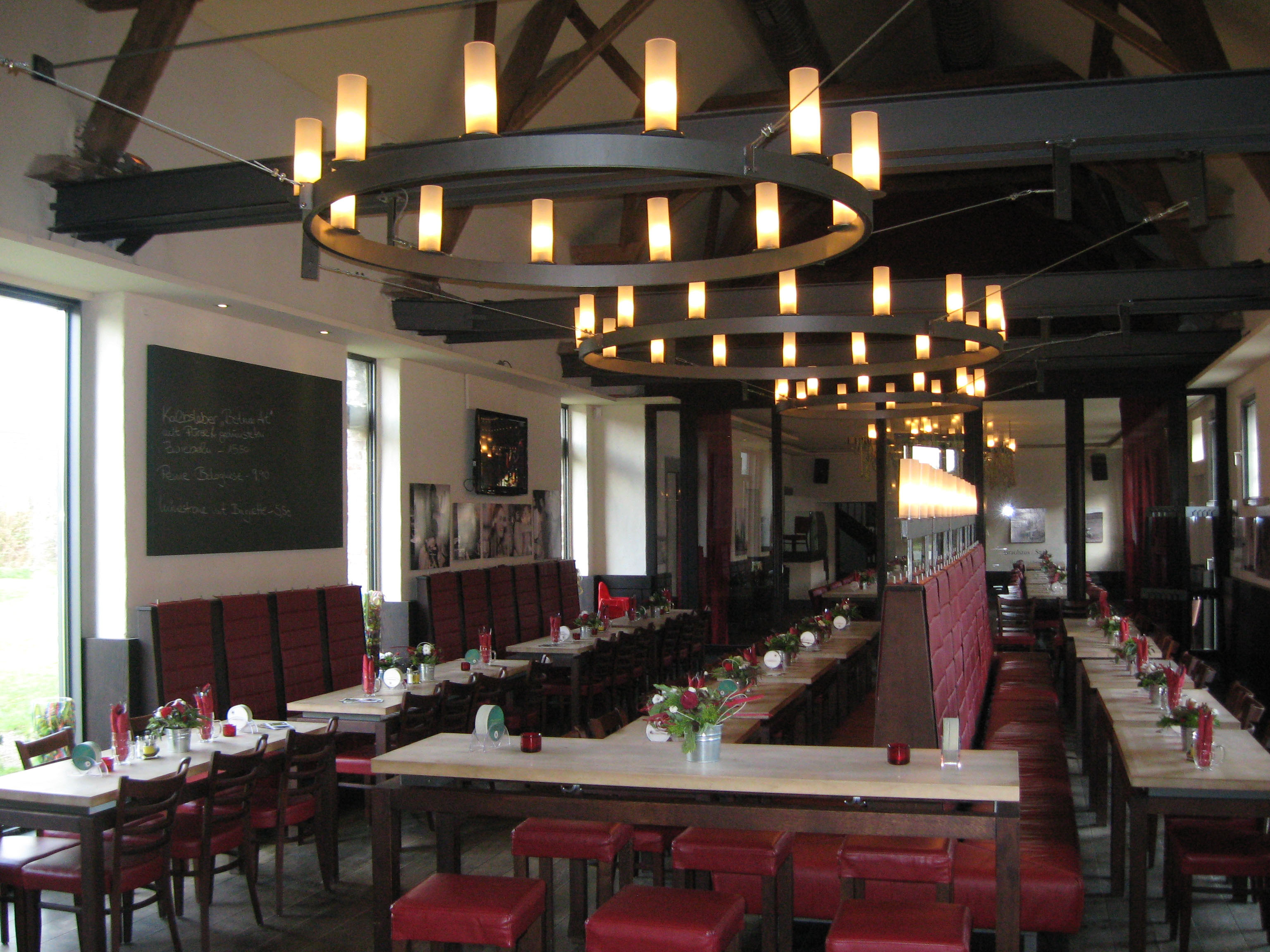
Dom-Brauereigaststätte

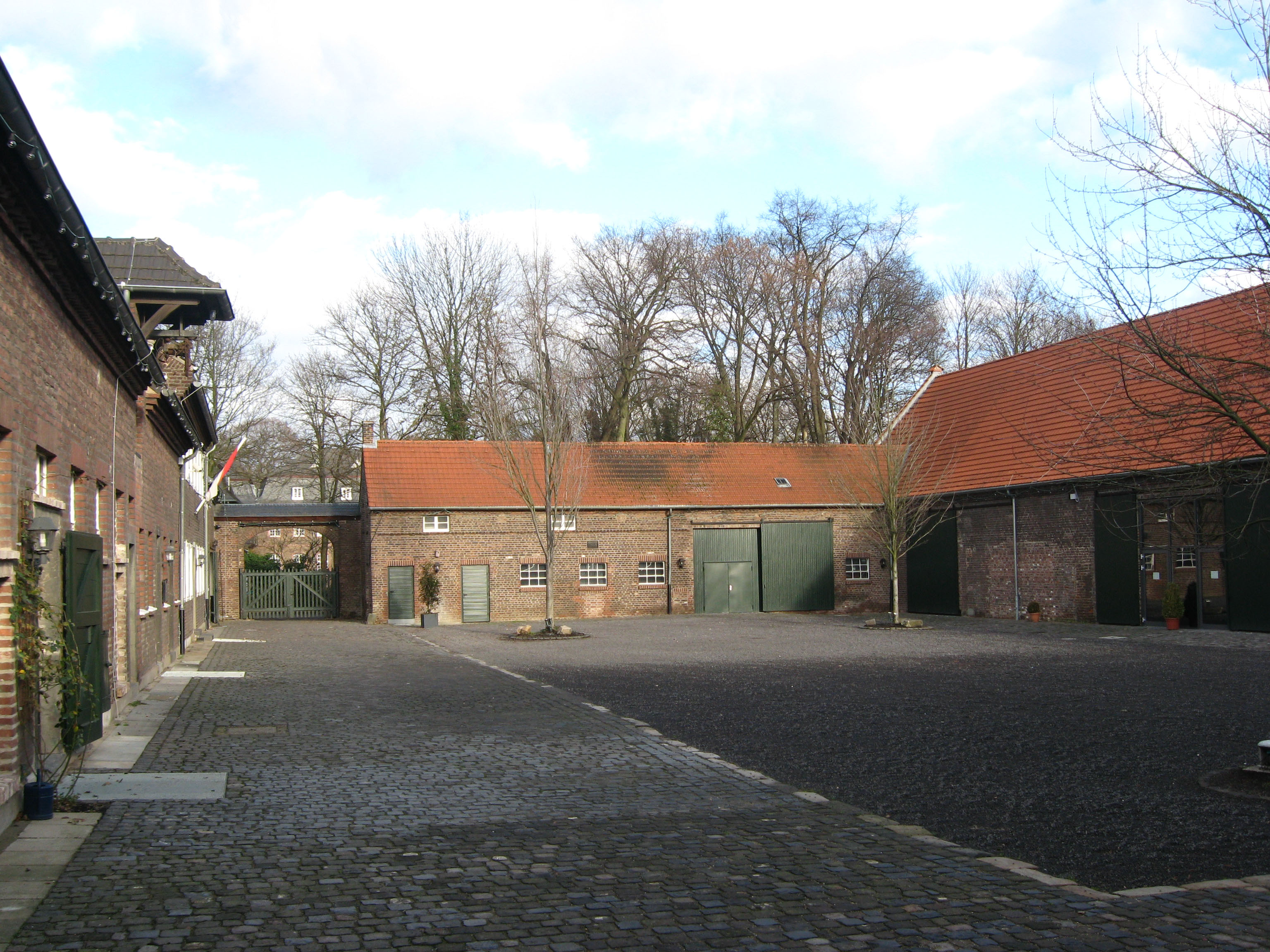
Historischer Innenhof, links im Hintergrund: Schloss Wahn

Nach Ablauf des Pachtvertrages mit der Landwirtschaftskammer Köln entschied sich die Eigentümerfamilie von Eltz-Rübenach dazu, ihre historische Gutsanlage in eine gesellschaftlich und kulturell in gehobenem Ambiente zu nutzende Begegnungsstätte umzubauen und Schloss Wahn – sowie dessen angeschlossenen Eltzhof – künftig als Gesamtensemble zu behandeln. In Zusammenarbeit mit dem Wahner Künstler Roland Kulik wurde hiernach das Konzept entwickelt, den Eltzhof zum Austragungs- und Veranstaltungsort verschiedener kultureller und brauchtumsbezogener Events auszugestalten. In Abstimmung mit der Denkmalbehörde der Stadt Köln erfolgten ab dem Jahre 2004 umfassende Umbau- und Ausbaumaßnahmen am gesamten Gebäudeensemble, um diesen Zielen entsprechen zu können. Heute beherbergt der Eltzhof unter anderem ein Theater, das circa 450 Personen aufnehmen kann, sowie eine Brauhausgaststätte (mit Biergarten) der Kölner Dom-Brauerei, die sich in den Räumen der ehemaligen Landarbeiter befindet. Auf dem geschlossenen Innenhof, mit seinem historischen Kopfsteinpflaster, finden „Open-Air-Veranstaltungen“ aller Art statt.